# Liga Leumit 1964-1965 (pallacanestro)
La Liga Leumit 1964-1965 è stata la 11ª edizione del massimo campionato israeliano di pallacanestro maschile. La vittoria finale è stata ad appannaggio dell'Hapoel Tel Aviv.

## Stagione
Durante la stagione, a causa di una disputa tra l'associazione Maccabi e la federazione cestistica d'Israele, tutte le squadre Maccabi decisero di non scendere in campo per le partite finali della stagione in tutte le leghe, inclusa la Liga Leumit. In questo modo la stagione del Maccabi Tel Aviv, Maccabi K. Motzkin, Maccabi Haifa e del Maccabi Petah Tiqwa finì prima del termine del campionato. Il conflitto nacque a causa delle preoccupazioni dell'associazione Maccabi che alcune partite tra squadre Hapoel fossero combinate, in particolare la partita tra Hapoel Giv'at Haim e Hapoel Holon (65-59). Così Maccabi Tel Aviv subì quattro sconfitte senza scendere in campo, Maccabi Haifa e Maccabi Kiryat Motzkin tre, mentre Maccabi Petah Tiqwa sei.

## Regular season
|  |     | Squadra               | G  | V  | P  | PF   | PS   | PF/PS | Pt | Qualificazione            |
|  | --- | --------------------- | -- | -- | -- | ---- | ---- | ----- | -- | ------------------------- |
|  | 1.  | Hapoel Tel Aviv       | 26 | 26 | 0  | 1818 | 1286 | +532  | 52 |                           |
|  | 2.  | Hapoel Haifa          | 26 | 18 | 8  | 1778 | 1545 | +233  | 44 |                           |
|  | 3.  | Maccabi Tel Aviv      | 26 | 20 | 6  | 1686 | 1179 | +507  | 42 |                           |
|  | 4.  | Hapoel Giv'at Brenner | 26 | 13 | 13 | 1526 | 1647 | -121  | 39 |                           |
|  | 5.  | Hapoel Holon          | 26 | 13 | 13 | 1640 | 1661 | -21   | 39 |                           |
|  | 6.  | Hapoel Giv'at Haim    | 26 | 13 | 13 | 1580 | 1623 | -43   | 39 |                           |
|  | 7.  | H. Mishmar HaEmek     | 26 | 12 | 14 | 1600 | 1560 | +40   | 38 |                           |
|  | 8.  | Hapoel Kiryat Haim    | 26 | 12 | 14 | 1557 | 1674 | -117  | 38 |                           |
|  | 9.  | Hapoel Gerusalemme    | 26 | 11 | 15 | 1744 | 1777 | -33   | 37 |                           |
|  | 10. | Hapoel Beit Alfa      | 26 | 9  | 17 | 1503 | 1679 | -176  | 35 |                           |
|  | 11. | Maccabi K. Motzkin    | 26 | 11 | 15 | 1339 | 1370 | -31   | 34 |                           |
|  | 12. | Maccabi Haifa         | 26 | 9  | 17 | 1403 | 1656 | -253  | 32 |                           |
|  | 13. | Hapoel Ramat Gan      | 26 | 4  | 22 | 1373 | 1798 | -425  | 30 | retrocesse in Liga Artzit |
|  | 14. | Maccabi Petah Tiqwa   | 26 | 8  | 18 | 1307 | 1362 | -55   | 28 | retrocesse in Liga Artzit |

## Squadra vincitrice
|    | Naz.               | Ruolo | Sportivo          | Anno | Alt. |  |  |
| -- | ------------------ | ----- | ----------------- | ---- | ---- |  |  |
| 4  | Israele (bandiera) | AG    | Ilan Zeiger       | 1939 | 194  |  |  |
| 5  | Israele (bandiera) | AC    | Amos Kupfer       | 1935 | 193  |  |  |
| 6  | Israele (bandiera) | C     | Ami Shelef        | 1936 | 194  |  |  |
| 7  | Israele (bandiera) | G     | Zohar Cohen       | 1934 | 177  |  |  |
| 8  | Israele (bandiera) | G     | Haim Hazan        | 1937 | 189  |  |  |
| 9  | Israele (bandiera) |       | Gershon Dekel     | 1943 | 188  |  |  |
| 10 | Israele (bandiera) | G     | David Kaminsky    | 1938 | 183  |  |  |
| 11 | Israele (bandiera) | AG    | Abraham Gutt      | 1944 | 196  |  |  |
| 12 | Israele (bandiera) | A     | Zvi Lubezki       | 1939 | 190  |  |  |
| 13 | Israele (bandiera) |       | Itzhak Kastenbaum |      |      |  |  |
| 14 | Israele (bandiera) |       | Amnon Gamar       |      |      |  |  |
| 15 | Israele (bandiera) |       | Gideon Weiss      |      |      |  |  |
| 16 | Israele (bandiera) |       | Gionatan Ram      |      |      |  |  |
|    | Israele (bandiera) | ALL   | Shimon Shelah     |      |      |  |  |